# Fusillade des émeutes de Kenosha

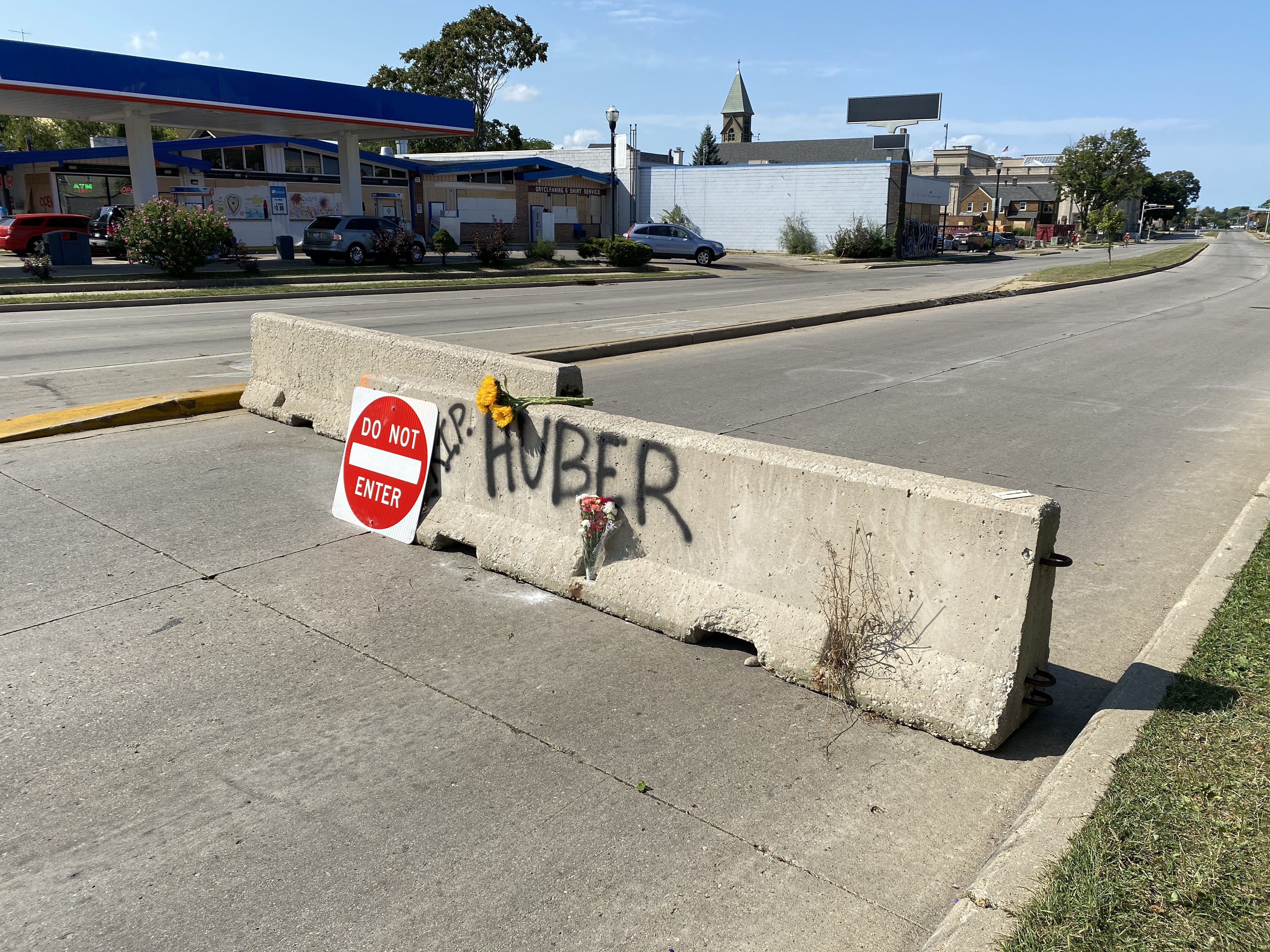
Lieu des tirs de Kyle Rittenhouse, 60th and Sheridan, Kenosha

La fusillade des émeutes de Kenosha a lieu dans la soirée du 25 août 2020, alors que cette ville des États-Unis est en proie à des émeutes à la suite des tirs d'un policier sur Jacob Blake. Kyle Rittenhouse, jeune homme de 17 ans originaire d'Antioch (Illinois), abat deux hommes et en blesse un autre.  Rittenhouse s'est armé d'un fusil semi-automatique style AR-15, et a rejoint un groupe d'hommes armés qui ont déclaré être à Kenosha pour protéger les entreprises. Rittenhouse soutient qu'il était là pour protéger une concession automobile du vandalisme et pour fournir une aide médicale.
La première partie de la fusillade arrive alors que Rittenhouse est poursuivi par Joseph Rosenbaum, habitant de Kenosha qui n'est pas armé mais souffrant de maladie mentale et très agressif ce soir, et est suivi par le journaliste Richard McGinnis. Joshua Ziminski, habitant de Racine, tire un coup de feu en l'air à proximité,, après quoi Rittenhouse se tourne vers Rosenbaum. Rosenbaum se précipite alors sur Rittenhouse et essaye de lui prendre son fusil, Rittenhouse lui tirant alors dessus quatre fois, ce qui le tue,. Rittenhouse court ensuite dans la rue alors qu'il est poursuivi par une foule d'au moins une douzaine de personnes. Rittenhouse trébuche et tombe au sol après avoir été touché à la tête, puis tire deux fois sur un homme qui lui a donné un coup de pied, ratant les deux coups,. Alors que Rittenhouse est toujours au sol, Anthony Huber, habitant de Silver Lake, le frappe à l'épaule avec un skateboard et tente de prendre son fusil. Rittenhouse tire une fois sur Huber dans la poitrine, le tuant,. Gaige Grosskreutz, habitant de West Allis, s'approche alors de Rittenhouse en pointant, une arme de poing sur lui, Rittenhouse le blessant alors en lui tirant une fois dans le bras droit,.
Rittenhouse est inculpé de deux chefs d'accusation d'homicide, d'un chef d'accusation de tentative d'homicide, de deux chefs d'accusation de mise en danger inconsidérée, d'un chef d'accusation de possession illégale d'une arme à feu et d'un chef d'accusation de violation du couvre-feu. Son procès se déroule du 1er au 19 novembre 2021. Le juge Bruce Schroeder rejette les accusations de possession illégale d'une arme à feu et de violation du couvre-feu pendant le procès,. Le jury déclare à l'unanimité Rittenhouse non coupable des autres chefs d'accusation.
L'opinion publique sur la fusillade est polarisée et la couverture médiatique à la fois polarisée et politisée. De nombreux politiciens et personnalités de droite saluent l'acquittement de Rittenhouse, affirmant que les tirs relèvent de la légitime défense, tandis que le président Joe Biden appelle au respect du verdict du jury,. De nombreux politiciens et personnalités de gauche qualifient le verdict d'erreur judiciaire, affirmant que l'acquittement est emblématique du deux poids, deux mesures racial dans le système judiciaire américain,,. Les partisans du contrôle des armes à feu craignent que le verdict n'encourage l'autodéfense,. Selon un sondage Economist / YouGov réalisé pendant le procès, les deux tiers des républicains pensent que Rittenhouse devrait être acquitté, tandis que les trois quarts des démocrates estiment qu'il devrait être condamné.

## Contexte
Le 23 août 2020, des protestations éclatent après les tirs d'un policier sur Jacob Blake, Afro-Américain visé par sept tirs, dont quatre le touchent, par un officier de police de Kenosha et qui devient paralysé des membres inférieurs. Faisant suite à une résurgence des protestations qui s'inscrivent dans le mouvement Black Lives Matter après d'autres incidents similaires médiatisés en 2020, les protestations de Kenosha incluent des rassemblements, des marches, des dégâts causés à des propriétés, des incendies criminels et des heurts avec la police, entre le 23 août et le 1er septembre.
Le 25 août, Kevin Mathewson, ancien conseiller municipal de la ville, lance un appel sur la page Facebook de la Kenosha Guard, milice de la ville, aux « patriotes voulant prendre les armes pour défendre » Kenosha. Mathewson a formé la Kenosha Guard en réponse aux protestations au sujet de la mort George Floyd, plus tôt dans l'année,. L'appel sur le réseau social reçoit une réponse nationale et internationale. Le maire de Kenosha John Antaramian et le shérif du comté David Beth expriment leur désapprobation à l'égard des civils armés patrouillant dans les rues, tandis qu'une vidéo montre des officiers de police du Wisconsin leur donner de l'eau et dire « Nous vous sommes reconnaissants, les gars, vraiment ».
Kyle Rittenhouse réside à Antioch, petite ville de l'Illinois à environ 20 miles de Kenosha par la route,,. Avant ces événements, il a participé à des programmes locaux de cadets de la police et a exprimé son soutien au mouvement Blue Lives Matter et aux forces de l'ordre,,. Le 24 août, il se rend à Kenosha chez son ami Dominick Black, qui conserve à son domicile un fusil qu'il a acheté pour Rittenhouse quatre mois auparavant,. Le 25 août, Rittenhouse aide à nettoyer les graffitis d'une école. Plus tard, il arrive à Car Source en compagnie de Black,. Les témoignages diffèrent quant à savoir si l'aide de Rittenhouse et de Black a été demandée par Car Source. Les fils du propriétaire de la concession nient qu'on ait demandé à des hommes armés de défendre l'entreprise,, mais plusieurs témoins déclarent que des individus armés ont été directement sollicités par l'entreprise pour protéger sa propriété.

## Déroulement des faits

### Avant la fusillade
Le 25 août, des manifestations pacifiques, à Kenosha sont suivies, dans la soirée, par un chaos où des manifestants, des civils armés et d'autres personnes s'affrontent entre eux et avec la police,. Après que des bâtiments et des véhicules ont subi des dégâts le jour précédent, des publications sur les réseaux sociaux ont attiré des locaux et des habitants d'autres villes, des activistes de gauche et des milices de droite dans les rues de la ville, malgré un couvre-feu imposé aux citoyens en soirée. Environ 250 membres de la Garde nationale sont déployés dans la ville. Une milice incluant des membres du mouvement Boogaloo, et un groupe de motards portant « des hachettes, de battes de baseball et des armes à feu » se regroupent près de deux stations-service au sud de Car Source, entreprise automobile possédant trois propriétés (une concession, un lot de voitures d'occasion et un autre lot de voitures au sud) qui ont été gravement endommagées pendant les deux premières nuits d'émeutes. La nuit précédente, Car Source a essuyé 1,5 million de dollars en dégâts causés par un incendie criminel,,. La fusillade a lieu peu avant minuit le long de Sheridan Road, après que les manifestants ont été déplacés en dehors du Civic Center Park à la suite de heurts avec les forces de l'ordre. La police, à bord de véhicules blindés, conduit les manifestants vers le sud, à distance du palais de justice et du Civic Center Park.
Dans les heures qui précèdent la fusillade, Rittenhouse apparaît dans de multiples vidéos prises par des manifestants et des passants et est interviewé deux fois : d'abord par un livestreamer à la concession où il s'est posté avec plusieurs autres hommes armés, puis par Richie McGinniss, reporter pour The Daily Caller. Rittenhouse est vu en train de parler avec des officiers de police, et de proposer une aide médicale aux personnes blessées. Quand McGinniss demande à Rittenhouse pourquoi il est là, il répond : « Alors, des gens sont blessés, et notre boulot c'est de protéger cette entreprise. Une partie de mon boulot est aussi d'aider les gens. Si quelqu'un est blessé, je cours vers le danger. C'est pourquoi j'ai mon fusil, parce que je dois me protéger, évidemment. J'ai aussi mon kit médical ». La police, à l'aide de véhicules blindés de transport de troupes BearCat, commence à conduire les manifestants vers le sud, à distance du Civic Center Park, deux heures après la fin du couvre-feu de 20 heures,. Après 22 heures, Rittenhouse alterne entre monter la garde chez le concessionnaire et marcher dans la rue pour proposer des soins médicaux. Vers 23 heures 40, Rittenhouse quitte la concession et les véhicules blindés l'empêchent d'y revenir, ; il se dirige alors vers le lot de Car Source le plus au sud.

### Première confrontation
Balch, un témoin de l'accusation, dit que lui-même et Rittenhouse ont été menacés de mort plus tôt par Rosenbaum, car ils se sont interposés entre Rosenbaum et un autre homme alors que Rosenbaum essayait d'allumer un feu.
Rittenhouse dit durant le procès qu'il est alerté que des automobiles sont vandalisées et incendiées dans un parking du concessionnaire, et s'y rend avec un extincteur. Là, il dit rencontrer Joshua Ziminski tenant une arme à feu, et Rosenbaum, qui a son t-shirt enroulé autour de la tête.
Une partie de la confrontation entre Rittenhouse et Rosenbaum a pour témoin McGinniss, à qui il semble que Rosenbaum et d'autres manifestants se dirigent vers Rittenhouse, qui essaye de leur échapper ; Rosenbaum essaye d'engager le combat avec Rittenhouse qui évite cela en s'écartant et en s'enfuyant,. Rittenhouse déclare à son procès que Rosenbaum a menacé de le tuer. Les images infrarouges du FBI prises depuis un avion montrent la confrontation et les événements qui la précèdent immédiatement,.
Une vidéo montre Rittenhouse poursuivi par un groupe de personnes à travers un parking,. Rosenbaum jette un sac en plastique contenant des chaussettes, des sous-vêtements et du désodorant sur Rittenhouse,,,. Joshua Ziminski tire un coup de feu en l'air ; Rittenhouse cesse alors de courir et se tourne dans la direction du coup de feu. Rittenhouse témoigne au procès qu'avant d'être poursuivi par Rosenbaum, il entend un autre homme dire à Rosenbaum de « l'attraper et de le tuer », mais qu'il sait aussi que Rosenbaum n'est pas armé. Rittenhouse déclare qu'il pointe son arme sur Rosenbaum pour le dissuader de le poursuivre davantage.
Les témoins de l'accusation déclarent au procès que Rossenbaum engage le combat avec Rittenhouse et essaye de lui prendre son fusil,,,. À 23 heures 48, Rittenhouse tire quatre balles sur Rosenbaum. Les balles perforent le cœur, l'aorte, l'artère pulmonaire et le poumon droit de Rosenbaum, lui fracturent le bassin et causent des blessures mineures à la cuisse gauche et au front,. McGinniss, qui se tient à quelques mètres de là et sent une des balles lui siffler près de la jambe, vérifie que lui-même va bien avant de commencer à administrer les premiers soins à Rosenbaum et dit à Rittenhouse d'appeler le 911. Rittenhouse se tient au-dessus du journaliste trente secondes, avant de s'enfuir, et on l'entend dire « Je viens de tuer quelqu'un » au téléphone à Dominick Black, alors qu'il sprinte hors du parking où il a tiré sur Rosenbaum,,. Celui-ci est déclaré mort dans un hôpital une heure plus tard. Rittenhouse court alors dans la rue vers des véhicules de police, poursuivi par quelques manifestants.

### Seconde confrontation
Gaige Grosskreutz témoigne qu'il filme alors la manifestation en tant qu'observateur pour l'Union américaine pour les libertés civiles sur un livestream Facebook. Peu avant minuit, Grosskreutz dit avoir entendu des coups de feu au sud et vu Rittenhouse courir dans sa direction le long de Sheridan Road. Grosskreutz déclare avoir couru à côté de Rittenhouse et lui avoir demandé « Hé, qu'est-ce que tu fais ? Tu as tiré sur quelqu'un ? »
On entend des manifestants sur deux vidéos différentes criant « Tabassez-le ! », « Hé, il lui a tiré dessus ! » et « Attrapez-le ! Attrapez ce mec ! » Un individu frappe Rittenhouse, faisant tomber sa casquette, peu après quoi il trébuche et tombe au sol. D'autres crient : « Qu'est-ce qu'il a fait ? », « Il vient de tirer sur quelqu'un ! » et « Chopez-le ! » Alors qu'il est au sol, l'un des hommes à sa poursuite lui donne un coup de pied ; Rittenhouse tire deux fois, ratant sa cible,.
Un autre manifestant, Anthony Huber, rentre en contact avec l'épaule gauche, le cou et la tête de Rittenhouse avec un skateboard, alors que les deux hommes luttent pour le contrôle de l'arme,,. Alors que Huber tire sur le fusil, Rittenhouse fait feu une fois, touchant Huber à la poitrine, lui perforant le cœur et le poumon droit ; l'homme meurt peu après,.
Grosskreutz déclare au procès qu'il croit alors que Rittenhouse est un tireur actif,. Grosskreutz a un permis expiré de port d'arme dissimulé et porte un pistolet Glock,. Grosskreutz s'approche de Rittenhouse, qui est au sol, mais s'arrête et met les mains en l'air après le tir sur Huber. Grosskreutz pointe alors son arme de poing et s'avance vers Rittenhouse qui lui tire dans le bras, lui sectionnant la majeure partie du muscle du biceps droit,,.
On entend sur les vidéos au moins seize coups de feu provenant d'autres sources au moment où Rittenhouse est au sol.